# The Alan Bown Set
The Alan Bown Set, conocida también como The Alan Bown! o Alan Bown, fue una banda de R&B británica, formada en 1965 en Londres. Aunque no gozó de mucho éxito comercial, sirvió como base para impulsar las carreras de músicos como Mel Collins, Robert Palmer, John Helliwell y Dougie Thomson. La agrupación publicó seis álbumes y cerca de quince sencillos entre 1966 y 1971.

## Discografía

### Sencillos
- "Can't Let Her Go" / "I'm the One" (1966) Pye
- "Baby Don't Push Me" / "Everything's Gonna Be Alright" (1966) Pye
- "Headline News" / "Mister Pleasure" (1966) Pye
- "Emergency 999" / "Settle Down" (1966) Pye
- "Gonna Fix You Good (Everytime You're Bad)" / "I Really, Really Care" (1967) Pye
- "Jeu De Massacre" (1967) Disques Vogue
- "We Can Help You" / "Magic Handkerchief" (1967) Music Factory
- "Toyland" / "Technicolour Dream" (1967) MGM
- "Story Book" / "Little Lesley" (1968) MGM
- "Still As Stone" / "Wrong Idea" (1969) Deram
- "Gypsy Girl" / "All I Can" (1969) Deram
- "Pyramid" / "Crash Landing" (1971) Island
- "Rockford Files" /"I Don't Know" (1975) CBS

### Álbumes
- London Swings: Live at the Marquee Club (1966) Pye (1994) Castle (CD)
- Outward Bown (1967) Music Factory
- Second Album (1968) MGM
- The Alan Bown (1969) Deram
- Listen (1970) Island
- Stretching Out (1971) Island

### Compilados
- Kick Me Out (1985) See for Miles
- Emergency 999 (2002) Sequel

Fuente: